# Traité de Shimoda

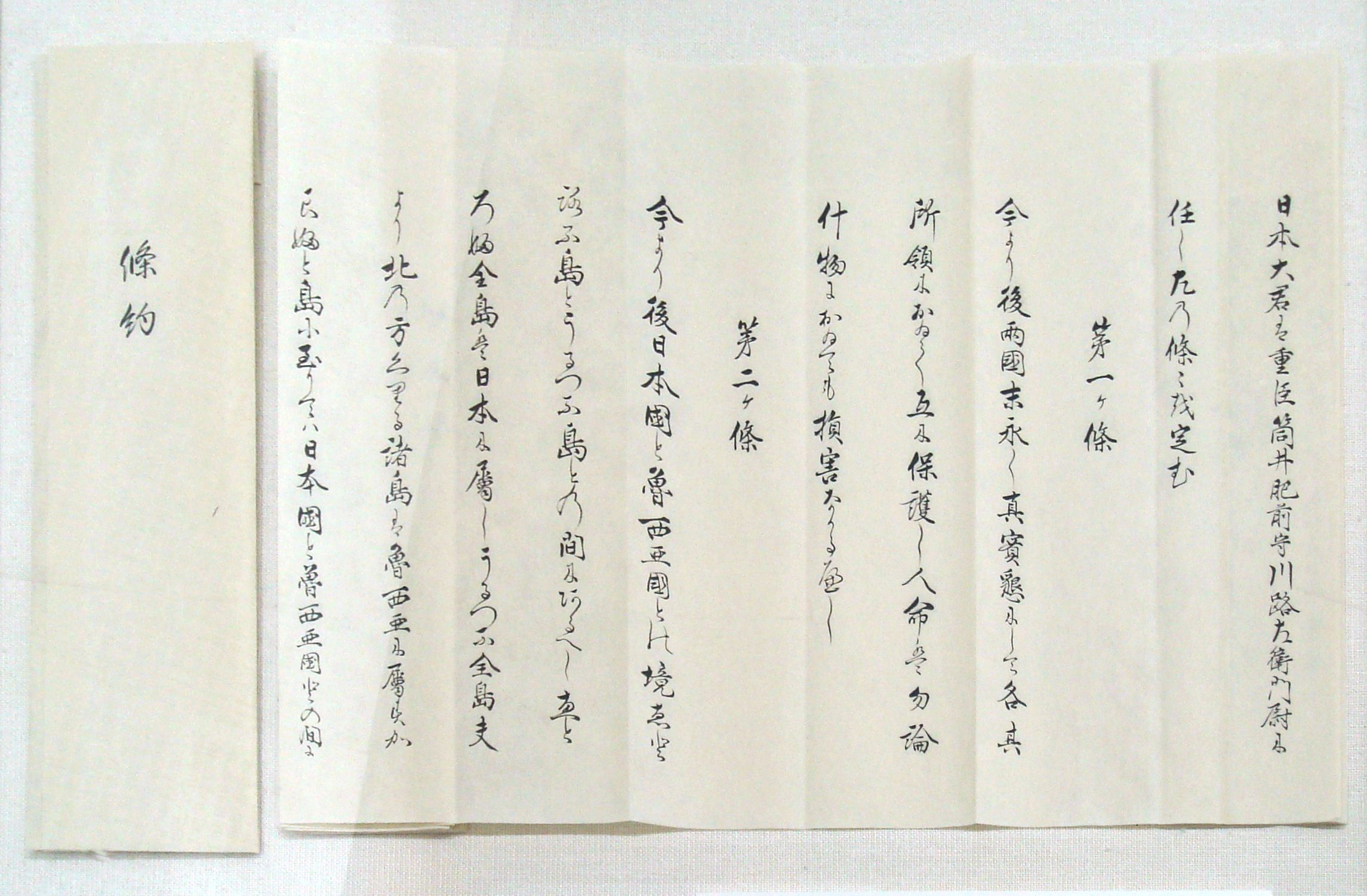
La copie japonaise du traité.

Le traité de Shimoda ou en japonais le traité d'amitié russo-japonais (日露和親条約, Nichi-Ro Washin Jōyaku), appelé également traité de paix et d'amitié, est le premier traité entre le Japon et l'Empire russe. Il est signé au temple Chōraku-ji dans la ville de Shimoda (préfecture de Shizuoka) le 7 février 1855 par le vice-amiral russe Ievfimy Vassilievitch Poutiatine et les représentants du bakufu, Toshiakira Kawaji et Masanori Tsutsui.

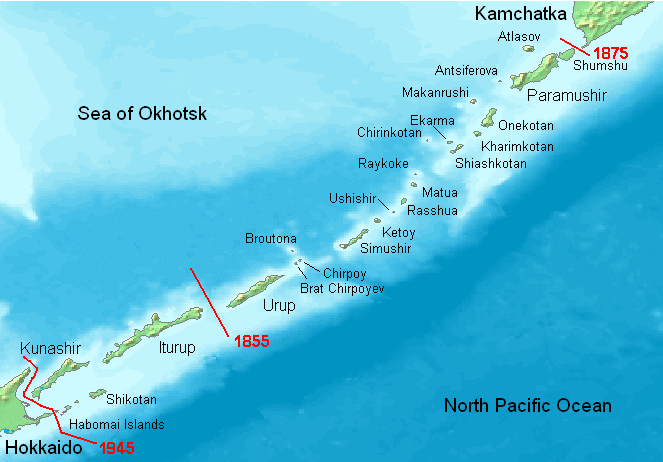
Évolutions de la frontière russo-japonaises. On voit la limite fixée par le traité de Shimoda en 1855.

Il est élaboré sur le modèle de la convention de Kanagawa, signée entre les États-Unis et le Japon, mais il inclut une clause de délimitation des frontières, qui est la première entre les deux pays.
Il a défini la frontière entre les deux pays comme passant par le détroit de Vries entre les îles d’Iturup et d’Ouroup dans les îles Kouriles, tandis que Sakhaline devient une possession commune reconnaissant officiellement ce qui était la frontière de facto depuis le XVIIIe siècle. Un autre aspect du traité ordonne l’ouverture des trois ports japonais de Nagasaki, Shimoda et Hakodate à la flotte russe.